# 살라망카 대학교

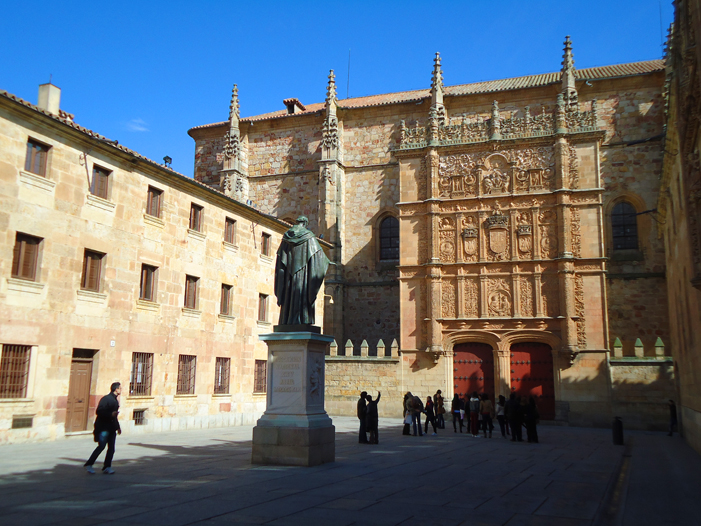
살라망카 대학교

살라망카 대학교(스페인어: Universidad de Salamanca)는 스페인 마드리드의 서쪽에 위치한 도시 살라망카에 있는 대학교이다. 현존하는 스페인에서 가장 오래된 대학교이자 유럽에서 두 번째로 가장 오래된 대학교이다.

## 역사
1218년 레온 왕국의 알폰소 9세에 의해 설립되었다. 13세기 동안 바티칸으로부터 스투디움 게네랄레를 인정받았다.
대항해 시대에는 항해 계획을 면밀히 계획된 장소가 되었다. 종교 개혁 후, 스페인의 학술의 중심이자 유럽의 가톨릭 신학의 중심이 되어 16세기에는 도미니코 수도회를 중심으로하는 학파, 17세기부터 18세기에는 가르멜회를 중심으로하는 학파가 신학 · 철학 · 법학 연구를 하여 살라망카 학파라고 불렸다.
1988년, 살라망카의 구시가지와 함께 유네스코의 세계유산에 등록된다.